# Sanyo PHC-25
PHC-25 — домашний компьютер от Sanyo, разработанный в 1982 и выпущенный в 1983.

## Описание
Относится к линейке компьютеров PHC-10 и PHC-20. А PHC-28S и PHC-30 являли собой MSX-1 совместимые машины.

## Техническая спецификация
- Центральный процессор: NEC µPD780C[укр.] (совместимый с Zilog Z80A), 4 МГц
- Память: 16 КБ ОЗУ, 24 КБ ПЗУ, 6 КБ VRAM
- Клавиатура: 65 клавиши, 4 функциональных клавиши, 4 клавиш стрелок
- Текстовые режимы: 16 × 16 / 32 × 16
- Графические режимы: 64 × 48 (8 цветов) / 128 × 192 (4 цвета) / 256 × 192 (4 цвета)
- Звуковая карта: Опциональная (PSG-01 extension)
- Аппаратные порты: кассетный магнитофон, Centronics, RGB, композитное видео